# Pativilca
Pativilca est une ville portuaire du centre du Pérou, capitale du district de Pativilca dans la Province de Barranca dans la région de Lima.